# Мастер Маноле
Мастер Мано́ле (рум. Meşterul Manole) — в румынской мифологии главный герой «Легенды о Мастере Маноле», легендарный строитель Николаевского собора в городе Куртя-де-Арджеш. Мастер Маноле — главный персонаж болгарского и балканского фольклора, связанный с Мимаром Синаном.

## Сюжет легенды
Негру Водэ («чёрный князь») с десятью спутниками — девятью великими мастерами и Маноле, лучшим из них, — ехал по берегу реки Арджеш в поисках места для строительства монастыря. Они встретили бедного пастушка, играющего на флейте. Негру Водэ спросил, не видел ли он, проходя со стадами вдоль реки, недостроенную стену. Пастух встречал такую стену, и когда Негру Водэ со спутниками нашли её, Негру Водэ сказал, что именно это место он выбирает для будущего монастыря. Если мастера построят монастырь, с которым не сравнится ни один другой на свете, он осыплет их золотом и сделает боярами, если же они не сумеют этого сделать, он замурует их заживо.
Мастера начали работу, но всё, что они строили днём, ночью разрушалось. Так продолжалось четыре дня. Маноле прекратил работать, лёг спать и увидел сон. Когда он проснулся, то рассказал, что услышал голос с неба. Этот голос сказал, что для того, чтобы построить монастырь, они должны замуровать в стене жену или сестру одного из мастеров, ту, что первая придёт утром, чтобы принести еду.
На рассвете Маноле взбирается на леса и видит, что по полю идёт его молодая жена Анна и несёт еду и вино. Он падает на колени и просит Бога, чтобы тот пролил дождь на землю, и жена вернулась домой. Бог услышал его молитву, пошёл дождь, но жена продолжала идти. Маноле просит Бога наслать ветер на землю. Дует ветер, переворачивающий горы, но он не может остановить Анну, и она приходит к Маноле.
Мастера радуются, увидев её. Они говорят, что хотят в шутку замуровать Анну и чтобы она не пугалась. Маноле начинает возводить перед ней стену. Анна пугается и говорит, что стена слишком сильно сжимает её тело. Маноле продолжает работать и замуровывает Анну полностью. Только голос слышен из-за стены, говорящий: «Маноле, Маноле, стена давит на меня слишком сильно, я умираю!»
Негру Водэ приезжает в новый монастырь, которому нет равных на земле, и спрашивает мастеров, смогут ли они построить для него ещё лучший монастырь. Мастера, сидя на лесах над крышей, говорят, что они лучшие строители в мире, и могут построить для Негру Водэ еще более прекрасный монастырь. Тогда он приказывает обрубить леса и мастера остаются на крыше. Мастера решают сделать себе деревянные крылья из тонких досок. Они прыгают с крыши, но падают и разбиваются. Когда же прыгает Маноле, то он слышит голос из стены, говорящий: «Стена давит на меня слишком сильно, она проламывает мою грудь, раздавливает моего ребёнка, жизнь уходит из меня!» Он падает замертво, и на месте падения появляется источник, из которого тонкой струйкой течёт вода, солёная от его слёз.

## История
Легенда о мастере Маноле была впервые опубликована румынским писателем Василе Александри под названием «Mânăstirea Argeşului» («Монастырь Арджеша») в его книге «Balade adunate şi îndreptate» («Собранные и переработанные баллады», Яссы, 1852).

## Отражение в культуре
- Многие румынские и молдавские писатели использовали мотив легенды о мастере Маноле как источник для вдохновения. Лучиан Блага в своей пьесе «Мастер Маноле» показал новую интерпретацию легенды, согласно которой Маноле не был наказан Негру Водэ, а сам спрыгнул с крыши. Молдавский поэт Георге Водэ выпустил в 1969 году сборник стихов «Крылья для Маноле» (рум. Aripi pentru Manole).

- Д. Констандаки основал в Кишинёве школу художественной резьбы «Мастер Маноле».

- Во многих городах Румынии и Молдавии есть улицы, названные именем Маноле.

- Симфоническая поэма «Мастер Маноле» написана композитором Феличей Дончану (1956, новые редакции 1968 и 1977)[2].

- Румынская рок-группа Phoenix в 1973 году выпустила альбом «Мастер Маноле».

- Молдавская рок-группа Alternosfera в альбом Virgula включила песню «Manole».